# Татарська Урада
Татарська Урада́ (рос. Татарская Урада, башк. Татар Ураҙы) — присілок у складі Янаульського району Башкортостану, Росія. Входить до складу Новоартаульської сільської ради.
Населення — 269 осіб (2010; 278 у 2002).
Національний склад:
- башкири — 39 %
- татари — 28 %